# 合金さんちの日常
『合金さんちの日常』（あいがねさんちのにちじょう）は、松田円による日本の4コマ漫画。『まんがライフオリジナル』（竹書房）にて2006年10月号および12月号にゲストとして掲載された後、2007年8月号より2010年7月号まで連載。コミックスは同社の『バンブー・コミックス』より全2巻。

## 概要
妻・あげはは童顔、夫・鉄矢はロボ顔という合金（あいがね）夫婦と、あげはの実家で鉄矢の勤務先である合金エレクトロニクスの社員たちとの日常を描く。鉄矢が一見ロボットのように見えることによる周囲の反応をネタにしたエピソードも多い。

## 主な登場人物
合金鉄矢（あいがね てつや）
合金エレクトロニクス秘書室主任。初登場時は25歳。妻のあげはとは幼なじみ（あげはの父がどこからか連れて来た）で、合金家に婿入りした。愛妻家で、あげはの望みは何でも叶えようとする。あげはの髪形をセットしたり高度な飴細工を作るなど、器用で多才。
一見するとロボットに見える顔をしているだけでなく、目がライト代わりになる、高速道路を走る車に並走するなど人間離れした能力を示すことがあり、そのため周囲の人間の多くは「実は極秘開発されたロボットなのでは」という疑念を捨て切れておらず、それをネタにしたエピソードも多い。
なお、鉄矢の台詞は（ふきだしという形では）一切出てこないが、周囲の人間とは問題なく会話している。
合金あげは（あいがね あげは）
鉄矢の妻で合金エレクトロニクスの社長令嬢。初登場時は22歳。童顔。鉄矢とはラブラブの夫婦。
小さい時は体が弱く、なかなか外に出してもらえなかったが、現在は健康。子供時代に父親が特大のおもちゃを与えていたためか、布団をベッドごとベランダに干したり、転んだ拍子にしがみついたイチョウの木をへし折ったりするなど、人間離れした怪力を持つようになった。腕力だけでなく、握力も常識外れに強い。
最終回で妊娠が判明。単行本2巻の描き下ろしでは一男一女の母になっている。
シュガー
合金家の飼い犬である小型犬。人懐っこく吠えない。登場シーンでは寝ていることが多い。
あげはの父
合金エレクトロニクス社長。鉄矢のことを気に入っている。社長室には自作の1/1フィギュアを飾っているほど娘を溺愛している。
山田（やまだ）
眼鏡をかけた、極めて有能な美人社長秘書。社長からは「（会社が）乗っ取られたとして今と何か変わるのか」と言われるほど。一見大人でクールな印象だが、フリルのついたティッシュケースを使用していたり、留守中の社長の椅子にブーブークッションのトラップを仕掛けたりとイメージとは裏腹な一面を見せる。
会社のことについては社長以上に把握している。
番外編「山田さんの日常」では主役を務めるなど、作中での存在感は大きい。
片桐（かたぎり）
合金エレクトロニクスの若手社員。営業成績はワースト1。山田に対して熱烈な好意を抱いているが、軽くあしらわれている。
湯野（ゆの）
自称・イケメン有能スパイ。合金エレクトロニクスが開発しているといわれるロボットの秘密を探るために新入社員として入社したが、スパイであることは入社早々に山田にバレており、「もっと手強いスパイが来ないように、そこそこのを飼っておく」という方針のもと泳がされている（本人はそのことに全く気がついていない）。ドジが多い。スパイの家系であり、母親も元スパイ。姿は見せないが湯野の行動を把握している。
あげはに横恋慕している。
入社してきたマリには一発でスパイグッズを見抜かれたが、本物のスパイだとは思われていない。その後、マリとの絡みが多くなった。
亜久マリ（あく まり）
合金エレクトロニクスの常務・亜久の娘。機械いじりが大好きで、鉄矢のことも分解してみたいと思っている。
機械全般に詳しく、湯野が持っていたスパイグッズも一発で見抜いた。一方で車の運転は荒く、同乗する父親や通りかかった湯野が命の危険を感じるほど。
父の会社乗っ取りを応援している。
亜久（あく）
合金エレクトロニクス常務。あげはの父に代わり会社を乗っ取ろうという野望を持っているが、その野望は周知の事実である。マリと違って機械は苦手。
お隣さん
合金夫婦が越してきたマンションの隣の部屋に暮らしている夫婦。鉄矢が実はロボットなのでは無いかと疑っていて、シュガーを預かったときにはバ○リンガルを使って確認しようとした事がある。

## 用語
合金エレクトロニクス
あげはの父が社長を勤める電子機器メーカー。
電子機器メーカーのはずだが、登録者以外が開けると絶叫する財布「シャウト財布」やパズルのような組み立て式鏡餅など本業以外の商品がヒットしている。

## 書誌情報
- 松田円 『合金さんちの日常』 竹書房〈バンブー・コミックス〉、全2巻

1. 2009年4月30日初版発行（4月16日発売[1]）、ISBN 978-4-8124-7068-8
2. 2010年8月10日初版発行（7月27日発売）、 ISBN 978-4-8124-7423-5